# Loris Tinelli
Loris Tinelli  (Esch-sur-Alzette, 2 februari 1999) is een Luxemburgs voetballer die speelt als middenvelder voor de Luxemburgse club Racing FC Union Luxemburg.

## Carrière
Tinelli startte in de jeugd van Union 05 Kayl-Tétange, waar hij opviel bij enkele grote clubs in binnen- en buitenland. Hij besloot zich aan te sluiten bij de jeugd van de Belgische topploeg RSC Anderlecht. Na drie jaar bij Anderlecht trok hij naar de jeugd van Excelsior Virton, de Belgische club die in handen is van Flavio Becca. In 2019 tekende hij bij de Luxemburgse club Racing FC Union Luxemburg, waar hij op 4 augustus zijn profdebuut maakte in de match tegen Union Titus Pétange, de wedstrijd werd verloren met 2-3. Op 8 december maakte hij vier doelpunten in de bekerwedstrijd tegen FC UNA Strassen.